# Computerstøttet design
Computerstøttet design (forkortet CAD fra engelsk Computer Aided Design) er en lang række af computerbaserede værktøjer, der assisterer arkitekter, ingeniører og andre ved design og designrelaterede arbejde. Anvendes indenfor forskellige brancher, hvor der er behov for design, tegning, konstruktion og bygning af et emne.
Emnet kan f.eks. være illustrationer, boligindretning, broer, bygninger og printplader.